# Lingjing (Henan)
Pour les articles homonymes, voir Lingjing.
Lingjing est une ville chinoise du centre du Henan connue notamment pour un important site archéologique. La ville compte 68 224 habitants en 2018.

## Géographie
Lingjing fait partie du district de Jian'an, dans la ville-préfecture de Xuchang[réf. nécessaire], environ 90 km au sud de Zhengzhou, la capitale du Henan.
Le territoire municipal se situe dans le bassin versant du Huai He. Il comprend aussi bien des zones rurales que des zones urbaines. L'altitude y va de 96 m dans le village de Qianmiao à 118 m dans le village de Xiaogong. Les activités industrielles, commerciales et de services vont de pair avec l'extraction du charbon, l'agriculture (production de blé, soja, maïs, arachide, colza, etc.) et l'élevage. Les forêts occupent 14 % du territoire[réf. nécessaire].

## Population
Lingjing a 68 224 habitants en 2018 pour 70,58 km2 de superficie[réf. nécessaire].

## Site de Lingjing Xuchang
En 1965, le paléoanthropologue Zhou Guoxing étudie un site archéologique au nord-ouest de Lingjing qui présente des niveaux du Mésolithique et de la fin du Paléolithique dans un contexte lacustre et de plaine inondable[réf. nécessaire].
Les travaux de fouille sur le site ne reprennent que dans les années 2000 sous la conduite de Li Zhanyang. Après l'extraction de milliers de pièces comprenant de nombreux fossiles d'animaux ainsi que des outils, c'est là que sont découverts en 2007 les seize fragments d'un crane daté d'il y a 80 000 à 100 000 ans. Ce fossile est baptisé « homme de Xuchang » du nom de la ville-préfecture de Xuchang. D'autres découvertes suivront et la datation sera révisée par la suite (?)[Passage problématique].
Les fouilleurs découvrent en 2020, dans un niveau daté d'il y a 13 800 à 13 000 ans, une statuette figurant un oiseau qui est considérée depuis comme la plus ancienne œuvre d’art chinoise. Réalisée dans de l'os brûlé et très bien conservée, cette figurine se prête à une analyste artistique et technique détaillée jusqu'à reconstituer la démarche du sculpteur paléolithique.